# ウィアトン (ウェストバージニア州)
ウィアトン（英: Weirton）は、アメリカ合衆国ウェストバージニア州最北部ブルック郡とハンコック郡に跨る都市である。2010年国勢調査での人口は19,746人だった。ウェストバージニア州の北パンハンドルと呼ばれる北に細長く伸びた地域にあり、すぐ東はペンシルベニア州、西はオハイオ州である。オハイオ州に跨るウィアトン・スチューベンビル大都市圏の主要都市である。2010年時点の都市圏人口は124,454人だった。より広域的には、ウィアトンは約55km東に位置するピッツバーグの広域都市圏に含まれている。
ウィアトンはスチューベンビルと同様、鉄鋼の街として20世紀前半まで栄えたが、後半に入ると鉄鋼依存が災いして衰退した歴史を持っている。しかし、スチューベンビルが1786年に建てられたスチューベン砦を起源とし、1797年に創設された、長い歴史を持つ都市であるのとは対照的に、ウィアトンは20世紀初頭にウィアトン・スチール（現アルセロール・ミッタル傘下）の企業城下町として急速に市街化し、1947年に市として正式に法人化された、比較的若い都市である。

## 歴史
ホリデイズコーブと呼ばれる小さな村が1793年に設立され、それが現在のウィアトン中心街の大部分となっている。1909年、アーネスト・T・ウィアが近隣のピッツバーグから移って来て、ホリデイズコーブのすぐ北に鉄鋼工場を建設し、後にウィアトン製鋼会社と呼ばれるようになった。ウィアトンと呼ばれた非法人化地域がこの工場の周りで成長し。1940年には国内最大の非法人化都市と言われていた。その時までにホリデイズコーブとウィアトンハイツとマーランドハイツと呼ばれる他の2つの外郭地域も法人化されていた。その名前が示すようにそれらの町は「ウィア・コーブ」地域を囲む丘や尾根の上にあった。
ホリデイズコーブ砦はアメリカ独立戦争前の1774年にピット砦の兵士が建設した砦だった。現在のウィアトン中心街、ハーモンズ・クリーク（ハーモン・グレートハウスから名付けられた）沿いにあり、オハイオ川に注ぐ口からは約3マイル (5 km) だった。アンドリュー・ヴァン・スウェアリンゲン大佐（1741年-1793年）が指揮し、後にはその義理の息子で、ブラディのレンジャーズの有名な指揮者であるサミュエル・ブラディ大尉（1756年-1795年）が指揮した。1779年、28人以上の民兵がホリデイズコーブに駐屯していた。その2年前の1777年、ヴァン・スウェアリンゲン大佐が10名余の兵士を率い、ロングボートでオハイオ川を下り、ホイーリングでイギリス軍とインディアンに包囲されていたヘンリー砦の住人を救いに向かった。その任務の様子が、チャールズ・S・チャップマン（1879年-1962年）によってコーブ郵便局の壁に描かれた公共事業促進局時代の壁画で記念されている。この壁画にはジョン・ビルダーバック大佐も描かれている。ビルダーバックは後の1782年、グナーデンヒュッテンでモラビアン・インディアンを虐殺した時の指導者であり、悪名を残した。

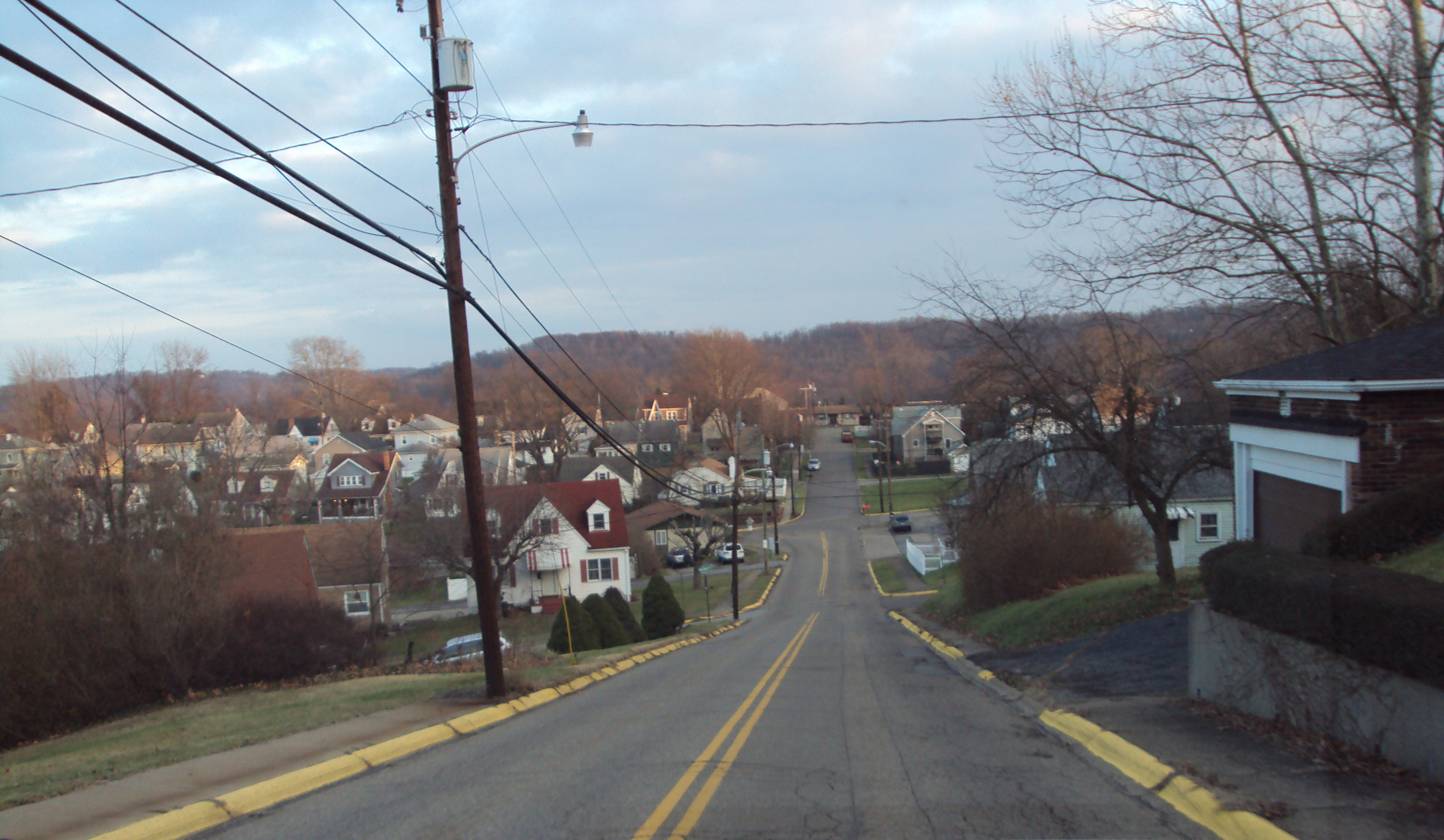
ウィアトン内のマーランドハイツ地区

1947年7月1日、ホリデイズコーブ、マーランドハイツ、ウィアトンハイツ、さらに未編入のウィアトンを含む地域の全体が合併してウィアトン市となり、現在に繋がっている。ウィアトン製鋼の事業部で、アーネスト・T・ウィアの別会社であるナショナル製鋼会社のトップであるトマス・E・ミルソップが初代市長に選ばれた。市憲章は1950年の住民投票で承認された。
ウィアトンにはウィアトン製鋼会社があり、かつては12,000人以上を雇用する総合製鋼会社だった。ウェストバージニア州では最大の民間雇用主であり、最大の納税者だった。これはもはや当てはまらない。アメリカ合衆国のみならず世界中の製鋼業界の再編故に、現在は国際的巨大企業アルセロール・ミッタルの一部となり、僅か1,200人の労働者でブリキ板製造工程のみを動かしている（ブリキ板製造では国内最大である）。1980年代初期、ウィアトン製鋼会社の従業員が工場をナショナル製鋼会社から買収し、国内最大の従業員持ち株制度として、会社を破産から救った。
市民指導者数人が近隣のピッツバーグ都市圏から企業を誘致し、住宅所有者を呼んで来ようとしている。ウィアトンをベッドタウンとして宣伝し、ピッツバーグ国際空港や州間高速道路に近いことを宣伝文句にしている。
ウィアトンには多くのアメリカ合衆国国家歴史登録財がある。ジョンストン・トルアックス邸、マーランドハイツ公園とマーガレット・マンソン・ウィア記念プール、人民銀行、ジョージ・リガス博士邸、ピーター・ター溶解炉跡である。

## 地理
ウィアトン市は北緯40度25分 西経80度35分 / 北緯40.417度 西経80.583度 (40.41, −80.58)に位置している。ウェストバージニア州が北に、幅5マイル (8 km) で伸びる場所にあり、西はオハイオ州境、東はペンシルベニア州境である。2つの対面で2つの州に接する都市として、また他の2つの対面が自州に接する所にある都市として、アメリカ合衆国唯一の都市である。
ウィアトンはオハイオ州スチューベンビルとはオハイオ川の対岸にあり、アメリカ国道22号線を西に35マイル (56 km) 行けばペンシルベニア州ピッツバーグ市である。ピッツバーグ国際空港は30マイル (48 km) 以内にある。2006年10月、フィンドレー接続路（ペンシルベニア州道576号線、将来は州間高速道路576号線）が開通し、空港までの道程は約20マイル (30 km) となった。
アメリカ合衆国国勢調査局に拠れば、市域全面積は19.26平方マイル (49.88 km2)であり、このうち陸地18.05平方マイル (46.75 km2)、水域は1.21平方マイル (3.13 km2)で水域率は6.28%である。

### 周辺地域
ウィアトンの周辺は、南にフォランスビー市、北にニューカンバーランド市、東にペンシルベニア州パリス（CDP)、西にアメリカ国道22号線を介してオハイオ州スチューベンビル市と接している。

### 気候
ウィアトンはケッペンの気候区分でこそ温暖湿潤気候（Cfa）に属するものの、冬の寒さは厳しく、またエリー湖南岸のクリーブランドほどではないものの降雪も多く、実際には中西部の大部分に分布する大陸性の亜寒帯湿潤気候に近い気候である。気候の詳細についてはスチューベンビル (オハイオ州)#気候も参照のこと。
| ウィアトンの気候       | ウィアトンの気候 | ウィアトンの気候 | ウィアトンの気候 | ウィアトンの気候 | ウィアトンの気候 | ウィアトンの気候 | ウィアトンの気候 | ウィアトンの気候 | ウィアトンの気候 | ウィアトンの気候 | ウィアトンの気候 | ウィアトンの気候 | ウィアトンの気候 |
| 月                     | 1月              | 2月              | 3月              | 4月              | 5月              | 6月              | 7月              | 8月              | 9月              | 10月             | 11月             | 12月             | 年               |
| ---------------------- | ---------------- | ---------------- | ---------------- | ---------------- | ---------------- | ---------------- | ---------------- | ---------------- | ---------------- | ---------------- | ---------------- | ---------------- | ---------------- |
| 最高気温記録 °F （°C） | 75 (24)          | 77 (25)          | 84 (29)          | 89 (32)          | 93 (34)          | 98 (37)          | 102 (39)         | 100 (38)         | 101 (38)         | 91 (33)          | 85 (29)          | 77 (25)          | 102 (39)         |
| 平均最高気温 °F （°C） | 36 (2)           | 40 (4)           | 51 (11)          | 62 (17)          | 72 (22)          | 80 (27)          | 83 (28)          | 82 (28)          | 75 (24)          | 64 (18)          | 52 (11)          | 41 (5)           | 61.5 (16.4)      |
| 平均最低気温 °F （°C） | 20 (−7)          | 23 (−5)          | 30 (−1)          | 39 (4)           | 49 (9)           | 58 (14)          | 63 (17)          | 62 (17)          | 55 (13)          | 43 (6)           | 34 (1)           | 25 (−4)          | 41.8 (5.3)       |
| 最低気温記録 °F （°C） | −22 (−30)        | −8 (−22)         | −1 (−18)         | 15 (−9)          | 24 (−4)          | 34 (1)           | 43 (6)           | 40 (4)           | 33 (1)           | 19 (−7)          | −1 (−18)         | −14 (−26)        | −22 (−30)        |
| 降水量 inch （mm）     | 2.85 (72.4)      | 2.46 (62.5)      | 3.29 (83.6)      | 3.20 (81.3)      | 4.11 (104.4)     | 4.37 (111)       | 4.26 (108.2)     | 3.84 (97.5)      | 3.26 (82.8)      | 2.53 (64.3)      | 3.38 (85.9)      | 3.00 (76.2)      | 40.55 (1,030.1)  |
| 出典：weather.com      |                  |                  |                  |                  |                  |                  |                  |                  |                  |                  |                  |                  |                  |

- 年間平均最高気温: 82 °F (28 ℃、夏) 40 °F (4 ℃、冬)
- 年間平均最低気温: 60 °F (16 ℃、夏) 25 °F (-4 ℃、冬)
- 過去最高気温: 102 °F (39 ℃、1988年)
- 過去最低気温: -22 °F (-30 ℃、1994年)
- 最も暑い月: 7月
- 最も寒い月: 1月
- 雨量の多い月: 6月
- 年間降水量: 40.55 インチ(1,030 mm)

## 人口動態
2011年までに、ウィアトン市とその属する2郡が、人口が減っていると言う「ニューヨーク・タイムズ」の関心を集めた。この記事では、ブルック郡で100人が死ぬ間に71人しか出生しておらず、ハンコック郡でも同様だと報告していた。このことで市民団体の数も減っていると、記事が続けている。

### 2010年国勢調査
以下は2010年国勢調査による人口統計データである。
| 基礎データ - 人口: 19,746 人 - 世帯数: 8,839 世帯 - 家族数: 5,507 家族 - 人口密度: 422.4人/km2（1,094.0人/mi2） - 住居数: 9,645 軒 - 住居密度: 206.3軒/km2（534.3 軒/mi2） 人種別人口構成 - 白人: 93.7% - アフリカン・アメリカン: 3.9% - ネイティブ・アメリカン: 0.1% - アジア人: 0.5% - その他の人種: 0.2% - 混血: 1.6% - ヒスパニック・ラテン系: 1.0% | 年齢別人口構成 - 18歳未満: 19.4% - 18-24歳: 6.3% - 25-44歳: 23% - 45-64歳: 30.8% - 65歳以上: 20.6% - 年齢の中央値: 46歳 - 性比（女性100人あたり男性の人口） - 総人口: 89.8 世帯と家族（対世帯数） - 18歳未満の子供がいる: 24.8% - 結婚・同居している夫婦: 44.8% - 未婚・離婚・死別女性が世帯主: 13.0% - 非家族世帯: 37.7% - 単身世帯: 32.9% - 65歳以上の老人1人暮らし: 15.1% - 平均構成人数 - 世帯: 2.22人 - 家族: 2.78人 |

### 2000年国勢調査
以下は2000年国勢調査による人口統計データである。
| 基礎データ - 人口: 20,411 人 - 世帯数: 8,958 世帯 - 家族数: 5,885 家族 - 人口密度: 441.0人/km2（1,142.2 人/mi2） - 住居数: 9,546 軒 - 住居密度: 206.3軒/km2（534.2 軒/mi2） 人種別人口構成 - 白人: 94.52% - アフリカン・アメリカン: 3.86% - ネイティブ・アメリカン: 0.11% - アジア人: 0.59% - 太平洋諸島系: 0.01% - その他の人種: 0.14% - 混血: 0.77% - ヒスパニック・ラテン系: 0.68% | 年齢別人口構成 - 18歳未満: 19.2% - 18-24歳: 6.6% - 25-44歳: 26.5% - 45-64歳: 25.4% - 65歳以上: 22.3% - 年齢の中央値: 44歳 - 性比（女性100人あたり男性の人口） - 総人口: 88.6 - 18歳以上: 85.6 世帯と家族（対世帯数） - 18歳未満の子供がいる: 23.8% - 結婚・同居している夫婦: 51.4% - 未婚・離婚・死別女性が世帯主: 10.6% - 非家族世帯: 34.3% - 単身世帯: 30.8% - 65歳以上の老人1人暮らし: 15.9% - 平均構成人数 - 世帯: 2.25人 - 家族: 2.79人 | 収入と家計 - 収入の中央値 - 世帯: 35,212米ドル - 家族: 42,466米ドル - 性別 - 男性: 37,129米ドル - 女性: 19,745米ドル - 人口1人あたり収入: 18,853米ドル - 貧困線以下 - 対人口: 10.3% - 対家族数: 8.0% - 18歳未満: 14.0% - 65歳以上: 7.9% |

## 市政府
以下は1947年に法人化されて以来のウィアトン市の歴代市長である
| トマス・E・ミルソップ             | 1947–1955 |
| サミュエル・クーシック            | 1955–1959 |
| デイビッド・T・フルー             | 1959–1963 |
| フランク・A・リブカ               | 1963–1971 |
| マイク・A・アンドチック・ジュニア | 1971–1979 |
| ドナルド・T・メンツァー           | 1979–1987 |
| エドウィン・J・ボウマン           | 1987–1995 |
| ディーン・M・ハリス               | 1995–2003 |
| ウィリアム・M・ミラー             | 2003–2007 |
| マーク・ハリス                    | 2007–2011 |
| ジョージ・コンディク              | 2011–2015 |
| ハロルド・"バッバ"・ミラー        | 2015–現在 |

## 経済

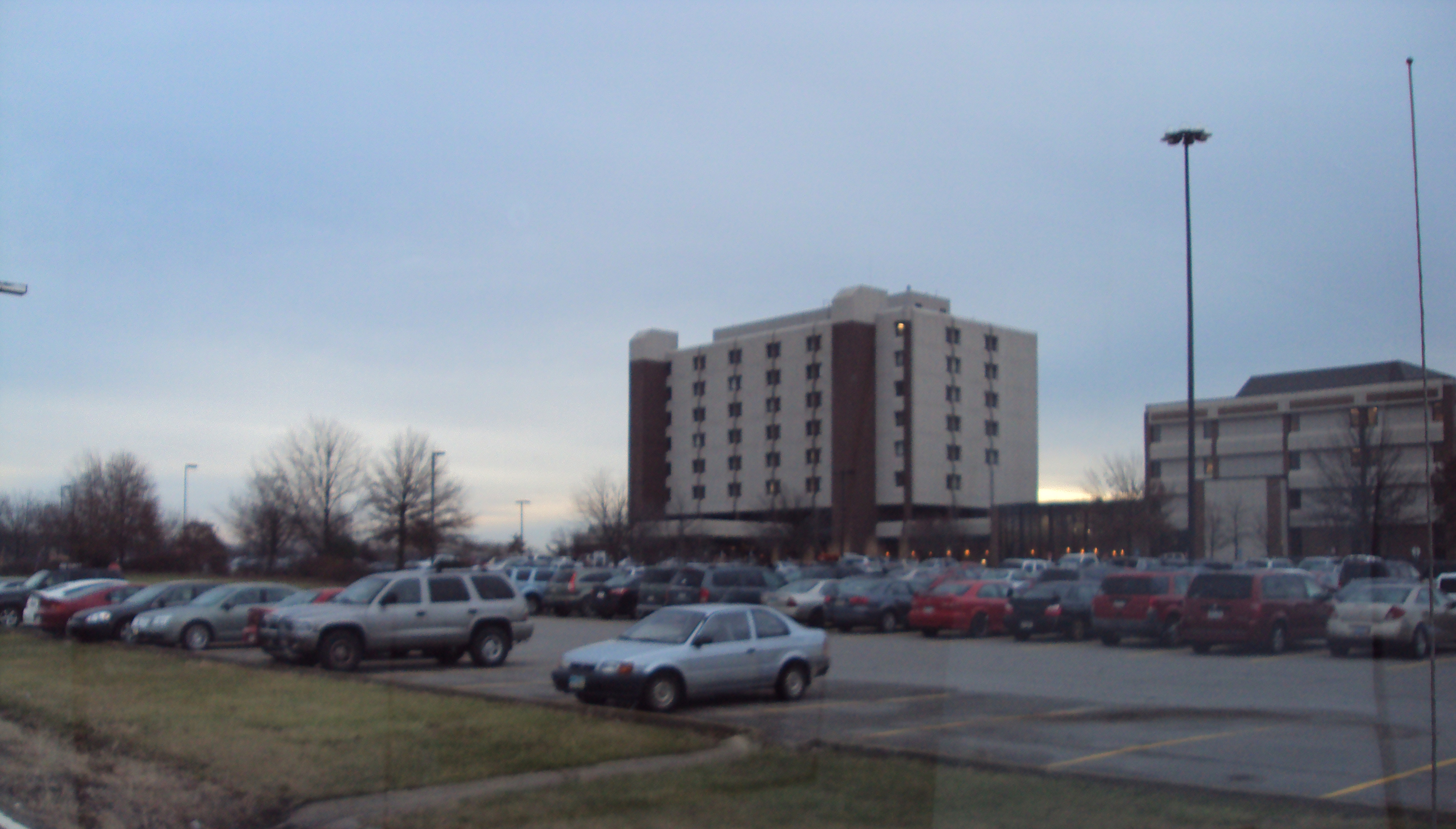
ウィアトン医療センター

ウィアトンと地域の経済は昔から鉄鋼産業が支配しており、最大雇用主はアルセロール・ミッタルである。
長い間に鉄鋼産業は衰退し、地元経済は多様化し、小売業や医療業が大きく増加して来た。
ウィアトン医療センターは238床の大型病院であり、地域全体の患者に対応しており、現在は1,000人以上を雇用する市内最大の雇用主である。
ピッツバーグ市に近いことで、ウィアトンからピッツバーグ市に通勤して働く者の数も増えている。

## 交通

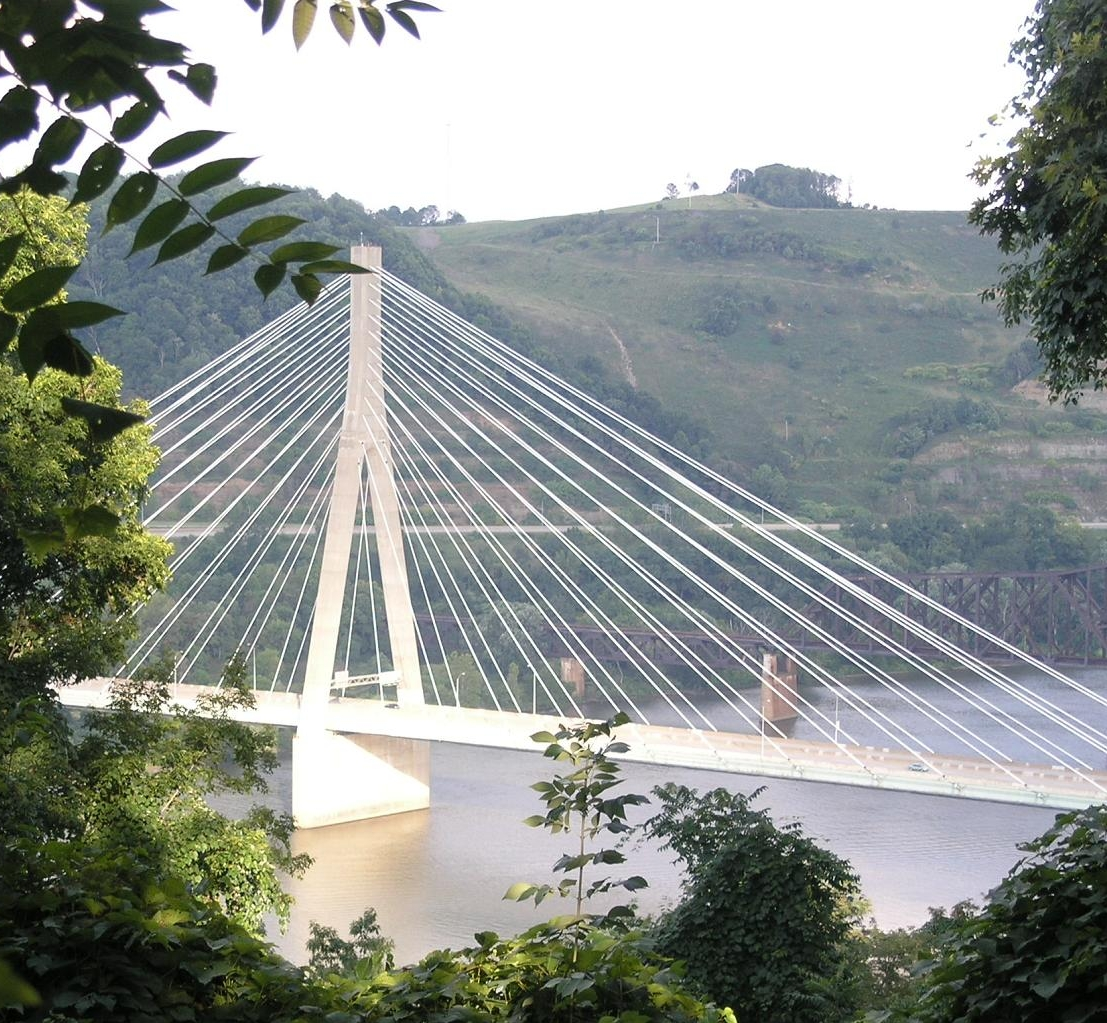
ベテランズ・メモリアル橋

ウィアトンに最も近い商業空港は、ピッツバーグのダウンタウンの北西約22km、ウィアトンの中心部からは北東へ約35kmに立地するピッツバーグ国際空港（IATA: PIT）である。この空港はウィアトン・スチューベンビルを含むピッツバーグ広域都市圏のみならず、ヤングスタウン、ホイーリング、モーガンタウンなど、規模の小さい空港しか持たない近隣の都市にとっても、事実上の空の玄関口となっている。
ウィアトンには州間高速道路は通っていないが、市の南を通る国道22号線が高速道路規格になっており、ピッツバーグの高速道路網につながっている。この国道22号線がオハイオ川を越える、ウィアトンと対岸のスチューベンビルとを結ぶ斜張橋、ベテランズ・メモリアル橋は、それまでのフォート・スチューベン橋に代わる橋として1990年に開通したものである。また、オハイオ州側でオハイオ川沿いを通るオハイオ州道7号線は、南へホイーリングの近くまで高速道路規格になっており、ウィアトン・スチューベンビルとホイーリングの両都市圏を結ぶのみならず、I-70へのアクセス道路にもなっている。なお、ウェストバージニア州側にもオハイオ川に沿って州道2号線が通っているが、こちらは一般道路規格である。
ウィアトンの公共交通機関としては、ウィアトン交通公社（WTC）の運営する路線バスがある。同社のバスは1路線であるが、中心部と東部の住宅地、大規模小売店舗、およびウィアトン医療センターを結んで走る路線となっている。

## 大衆文化の中で
ウィアトンは雑誌「ライフ」1937年9月13日号の写真エッセー「ウィアのウィアトン」の題材だった。この号の表紙にはアーネスト・テナー・ウィアの肖像画が載せられている。
ウィアトンは以下のような機会にハリウッドの映画監督や脚本家の注目を集めてきた。
- ウィアトンは、ロバート・デ・ニーロとメリル・ストリープが主演した1978年の映画『ディア・ハンター』の撮影場所となったオハイオバレーの町数か所の1つである。
- エイダン・クインとダリル・ハンナが主演した1984年の映画『俺たちの明日』ではウィアトンが主要な撮影場所となった。
- 2011年の映画『SUPER8/スーパーエイト』は、2010年9月下旬から10月半ばに、ウィアトンの中心街や町の他の多くの場所で撮影された。町は架空のオハイオ州リリアンと言う町になっている。
- ディズニーのドキュメンタリー映画『アメリカの心と精神』でウィアトンが簡潔に取り上げられた。その抜粋の中で、ウィアトン製鋼の従業員が外国製品輸入に関する心配を論じ、その工場の大きさにどのように影響するかを話している。
- ウィアトンは1989年のアンナ・スマッカーの著書『星の無い夜』にヒントを与え、ガイドとなった。この本に入っている著者の伝記に拠れば、工業の町で過ごした子供時代に関する話のために、ウィアトンで育った時の記憶に基づいて書き上げたことになっている[21]。
- エラリー・クイーンの小説『エジプト十字架の謎』では、ウェストバージニア州アロヨの小さな村で起きた殺人事件を調査する間に、クイーンはウィアトンで時を過ごす。